# Нокара
Нокара (итал. Nocara) — коммуна в Италии, располагается в регионе Калабрия, подчиняется административному центру Козенца.
Население составляет 594 человека, плотность населения составляет 18 чел./км². Занимает площадь 33 км². Почтовый индекс — 87070. Телефонный код — 0981.
Покровителем коммуны почитается святитель Николай Мирликийский, празднование 9 мая.